# Ранчо Ла-Брея
34°03′47″ пн. ш. 118°21′21″ зх. д. / 34.063056° пн. ш. 118.355833° зх. д.

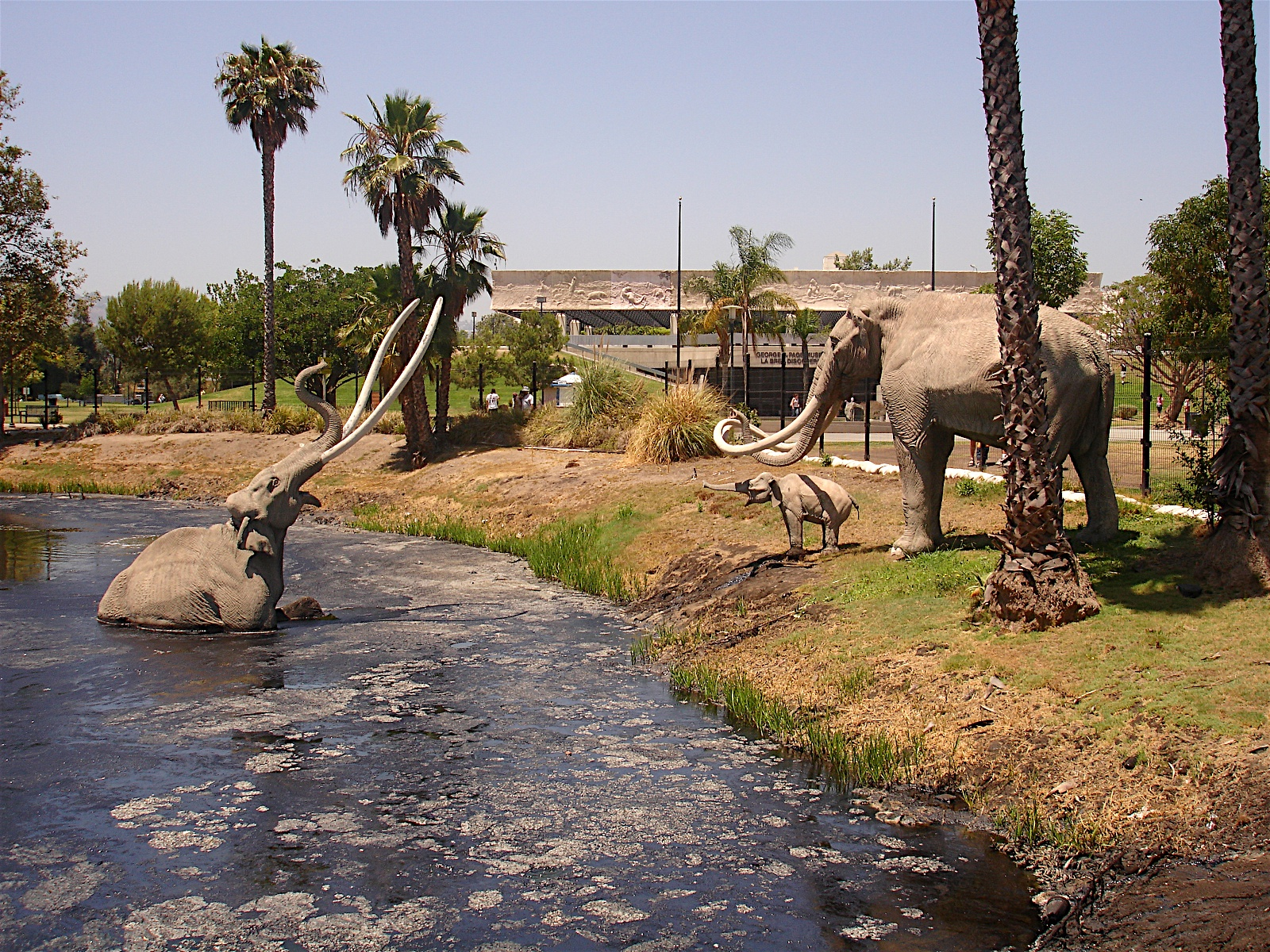
Скульптурні зображення мамонтів в Ла-Брея

Ранчо Ла-Брея (Rancho La Brea Tar Pits або La Brea Tar Pits) — район смоляних трясовин неподалік Лос-Анджелеса, що в Каліфорнії. Стало відомим завдяки численним знахідкам тварини пізнього плейстоцену. Під час льодовикового періоду тут розташовувалися западини, які заповнював тягучий асфальт, і, як наслідок, утворювалися справжні пастки для багатьох великих тварин. Знахідки включають багату фауну великих ссавців, зокрема короткомордого ведмедя, американського лева, шаблезубих кішок, мамонтів, мастодонтів, велетенських лінивців, західних верблюдів, стародавнього бізона, пекарі, американського коня, лами та ін. Широко представлені знахідки вимерлого виду вовк жахливий.
Клімат у цей період був вологішим та більш прохолодним. Смоляні западини вкривали зірвані та зів'ялі рослини, взимку асфальт змерзався і перетворювався на льодове покриття. Тварини ж пересувалися його поверхнею і прокладали стежки. Коли влітку асфальт знову ставав глейким під дією сонячного світла та тепла, тварини намагалися пройти звичними шляхами та потрапляли у безвихідну ситуацію. Вони спробували вирватися із трясовини, вочевидь, метушилися й галасували, чим привертали увагу трупоїдних на кшталт грифів чи вовків, котрі також могли втрапити у смоляну западину. Зимові дощі наносили в це поховання пісок та осадові породи, що започатковувало скам'яніння решток. Рідкий асфальт був настільки щільним, що не пропускав повітря, тому кістяки тварин добре збереглися й пролежали там упродовж 10 тисяч років.